# Paul Renouard

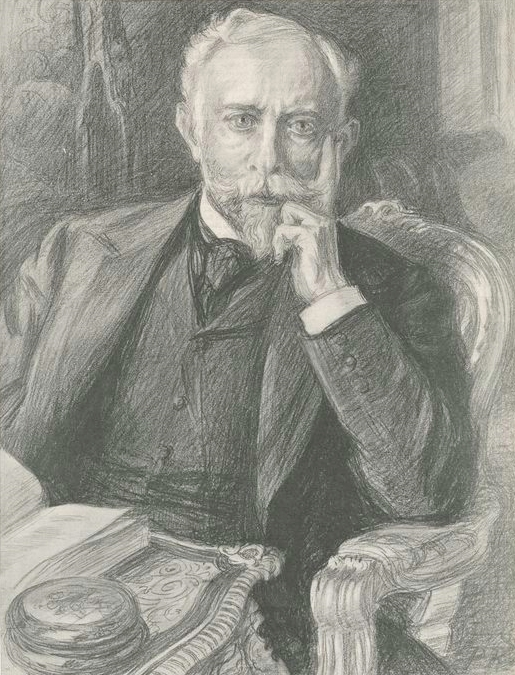
Paul Cambon, tecknad av Paul Renouard.

Charles Paul Renouard, född den 5 november 1845 i Cour-Cheverny (departementet Loir-et-Cher), död den 2 januari 1924 i Paris, var en fransk konstnär.
Renouard studerade för Pils i École des beaux-arts, utställde 1880 ff. målningar med Parismotiv, men vann ett namn framför allt genom sina raderingar och teckningar. Med skarp iakttagelse och livlig karakteristik skildrade han de mest olika hörn av tillvaron i Paris och utanför världsstaden, från Louvren och operan till polisdepån, nattasyler och fängelser, krogliv, folkmöten, gruvarbetarliv. Också från London och Irland lämnade han skarpt observerade bilder.
Bland porträtt, utförda av Renouard, märkes Puvis de Chavannes. En av hans målningar från hans sista år är ett originellt porträtt av arkitekten Binet, stående uppe på en byggnadsställning (1910). Renouard är representerad i Luxembourgmuseet med porträtt och teckningar och i Musée des arts décoratifs av målningar, gravyrer, skisser till tapisserier med mera. Han utgav L'Opéra, Mouvements, gestes, expressions (1906) med flera etsningssamlingar och lämnade teckningar till franska och engelska tidningar. Renouard var professor vid École des arts décoratifs.

## Fotnoter
1. 1 2  RKDartists, RKDartists-ID: 66313, läst: 23 augusti 2017.[källa från Wikidata]
2. ↑  Charles Paul Renouard, Léonoredatabasen (på franska), Frankrikes kulturministerium, Léonore-ID: LH//2301/6, läs online.[källa från Wikidata]
3. 1 2  Benezit Dictionary of Artists, Oxford University Press, 2006 och 2011, ISBN 978-0-19-977378-7, Benezit-ID: B00151115, läst: 9 oktober 2017.[källa från Wikidata]
4. ↑  Renouard, (Charles-)Paul, Grove Art Online, 12 januari 2018, 10.1093/GAO/9781884446054.ARTICLE.T071501.[källa från Wikidata]
5. 1 2 3 4  Archive of Fine Arts, abART person-ID: 146681, läs online, läst: 1 april 2021.[källa från Wikidata]